# Lago Demenz
El lago Demenz (en alemán: Demenzsee) es un lago situado en el distrito de Pomerania Occidental-Greifswald, en el estado de Mecklemburgo-Pomerania Occidental (Alemania), a una altitud de 49 metros; tiene un área de 18 hectáreas.